# Bombyliomyia gabana
Bombyliomyia gabana är en tvåvingeart som först beskrevs av Townsend 1914.  Bombyliomyia gabana ingår i släktet Bombyliomyia och familjen parasitflugor.
Artens utbredningsområde är Peru. Inga underarter finns listade.